# Catocala zoe
Catocala zoe är en fjärilsart som beskrevs av Hans Hermann Behr 1870. Catocala zoe ingår i släktet Catocala och familjen nattflyn. Inga underarter finns listade i Catalogue of Life.